# Buddha (манґа)
Buddha (яп. ブッダ, Budda) — манґа, намальована Осаму Тедзукою, яка є унікальною інтерпретацією життя Гаутами Будди, засновника буддизму. Серію, що отримала визнання критиків, часто називають візуально виразним, але водночас гумористичним і спонукаючим до роздумів зображенням життя Будди; сама манга стала основним текстом у буддійських храмах, де молодь і підлітки дізнаються про життя Будди. Серіал розпочався у вересні 1972 року і закінчився у грудні 1983 року, ставши однією з останніх епічних робіт Тедзуки.
Buddha має понад 20 мільйонів примірників і отримав нагороду Айснера в 2004 і 2005 роках. Майже через три десятиліття після того, як манга була завершена, у 2011 році вийшла аніме-адаптація у вигляді фільму. Другий фільм вийшов у 2014 році.

## Сюжет
У Стародавній Індії життя багатьох людей страждає від посухи, голоду, постійних воєн і несправедливості кастової системи. Переплетення доль багатьох нещасних душ об'єднує народження молодого принца Сіддгартхи, який вирушає в духовну подорож і стає Гаутамою Буддою, «Просвітленим», та намагається здійснити духовне відродження народу в цю відчайдушну епоху.

## Персонажі
- Сіддгартха Гаутама (Шак'ямуні Будда): Головний герой манги, принц племені Шак'я. Він народжується в середині першої книги; невдовзі після його народження помирає його мати. У першій книзі згадуються прикмети, які нібито символізували майбутнє Сіддгартхи. У другій книзі він — дитина, якій набридає привілейоване життя принца. Наприкінці книги він залишає палац, щоб постригтися в ченці. У третій книзі він — монах, який бореться з труднощами. У 4-й книзі, після багатьох випробувань у лісі Урувела, Будда досягає просвітлення. Він продовжує навчати своїх учнів і надихати інших аж до своєї смерті у 8-й книзі.
- Чапра: Вигаданий персонаж з нижчої касти шудр, який вирішує влаштувати собі краще життя. Врятувавши життя відомому косальському генералу, він всиновлює Чапру як власного сина, переконуючи його, що Чапра — кшатрій, воїн-сирота. Коли Чапра подорослішав, його справжнє походження розкривається, коли з'являється його мати, що призводить до конфлікту з нею. Зрештою, Чапра вирішує втекти з нею після того, як правда про його касту розкривається, і їх обох вбивають косальські солдати.
- Принцеса Яшодгара: Прекрасна принцеса, яка кохала Сіддгартху і була його двоюрідною сестрою. Він одружився з нею проти своєї волі, і у них народився син Рахула. Сіддгартха пішов у день народження Рахули.
- Бандака: Зарозумілий лучник, який з'являється в книзі 1 і 2. Він був закоханий у Яшодгару і боровся з Буддою за її руку і серце. Після того, як Будда пішов шукати просвітлення, Бандака переконав батька Будди назвати його спадкоємцем Шак'янів, але так і не зміг прихилити до себе Яшодгару. Тоді він змирився з тим, що бере за дружину повненьку шляхетну жінку, від якої народився Девадатта. Згодом гине під час битви з косальською армією, що вторглися в країну.
- Пасенаді: Правитель Косали. Він одружився з рабинею з Капілавасту, яка обманом змусила його вважати себе кшатрією, а коли він дізнався правду, захопив Капілавасту. Коли він заперечує проти того, щоб його син Вірудгака відпустив Капілавасту, Вірудгака ув'язнює батька, стверджуючи, що той психічно не придатний до правління. У своїй камері Пасенаді поступово слабшає фізично і розумово, поки Будда не переконує сина звільнити його. Невдовзі він помирає, перетворившись на простого жебрака.
- Вірудгака: Син Пасенаді. Дізнавшись про справжню касту своєї матері, він відправляє її в рабство, а згодом наказує вбити її разом з іншими рабами, коли серед них спалахує чума. Обдуривши батька, Вірудгака починає поступове винищення племені Будди, аж поки Будда не показує йому, що все, чого він досягнув, лише збільшує страждання, які він і так відчував. Іноді його називають Принцом Кришталю через лазуритовий камінь на лобі.
- Бімбісара: Король Магадги, якого, за пророцтвом Асаджі, вб'є його син. Це мучить Бімбісару все його життя. Під впливом наркотиків Девадатти Бімбісару скидає його син Аджаташатру і замикає в тій самій вежі, в якій він ув'язнив свого сина за спробу вбити Будду, де він поступово помирає від голоду. На смертному одрі Бімбісара ще раз зустрічається з Буддою і просить Будду врятувати його сина. В останні години життя він шкодує, що не виявив до сина більше любові, натомість був охоплений параноєю, що син вб'є його, як і було пророцтвом.
- Принц Аджаташатру: Син Бімбісари, ув'язнений у 6-й книзі за те, що стріляв у Будду і ледь не вбив його стрілою. Він закохується в блакитнооку біляву рабиню на ім'я Юделька і присягається помститися батькові, коли її вбивають. Аджаташатру за допомогою Девадатти скидає свого батька. Від почуття провини у нього з'являється злоякісна пухлина, яку Будда виліковує. Роблячи це, Будда вперше бачить, як той посміхається, і промовляє: «Саме в серці людини... існує Бог».
- Татта: Вигаданий злодій «парії», що робить його статус навіть нижчим за статус касти рабів. У дитинстві Татта дуже близький до природи і має унікальну здатність вселятися в тварин, чим дуже добре користується брамін Нарадатта. У першому томі, після того, як він подружився з рабом Чапрою, його матір і сестру вбивають розлючені війська Косали. Після того, як косальські солдати страчують Чапру і «маму», Татта присягається помститися королівству Косали. Підростаючи, Татта стає бандитом і розповідає, що його план помсти полягає в тому, щоб показати зовнішній світ дитині Сіддгарті, яка опинилася в притулку, в надії переконати його перемогти Косалу, коли той стане королем. У третій книзі він погоджується перестати бути розбійником. У п'ятій книзі він стає світським учнем Будди, не бажаючи ставати монахом, бо це означало б постригтися в ченці. Незважаючи на спроби Будди переконати його в протилежному, Татта не може пробачити косалам вбивство близьких йому людей і приєднується до армії ренегатів-шак'ян, які прагнуть помститися за звірства, вчинені їм Кришталевим Принцом. В останній книзі він гине в бою з косальською армією.
- Мігайла: Бандитка, в яку Будда закохується у другій книзі. За наказом батька Будди їй спалюють очі за те, що вона планувала вийти за нього заміж, що робить її сліпою до кінця серії, проте вона здатна таємничим чином «бачити» світ. Після мертвонародження вона смертельно хворіє на тотальну висипку на тілі, що робить її жахливою на вигляд. Сіддгартха разом з Таттом рятує їй життя, висмоктуючи отруту ротом. Вона стає дружиною Татти, і в них народжується один син у книзі 4, мертвонароджений, і трійнята, про яких розповідається в книзі 7.
- Дгепа: Саманна (монах-небрахман), філософія якого полягає в тому, що люди створені для страждань. Він випалює собі одне око, щоб приєднатися до Татти і Мігайли. У третій книзі Будда подружився з Дгепом, але їхні шляхи розійшлися, коли Будда вирішив, що спосіб життя Дгепи йому не підходить. Незважаючи на висміювання вчення Будди і навіть спробу вбити його, Будда рятує життя Дгепи в 5-й книзі, після чого Дгепа стає його учнем.
- Асаджі: У третьому томі Сіддгартху і Дгепу прихистив мисливець з родиною. Натомість мисливець запитує ченців, чи може його маленький син Асаджі приєднатися до них у мандрах. Оцінивши Асаджі за його тупим поглядом і нежиттю, Дгепа і Сіддгартха відмовляються, намагаючись втекти від Асаджі будь-якими способами. Коли Асаджі підхоплює лихоманку після переслідування ченців у сезон мусонів, Сіддгартха сповнений рішучості врятувати його. Сіддгартха виліковує Асаджі, висмоктуючи отруйний гній з його тіла. Тим часом непритомний Асаджі зустрічається з богом у видінні, який пророкує йому, що через десять років його зжеруть звірі як плату за безглузде полювання його батька. Згодом, коли Сіддгартху відокремлюють від інших монахів, Асаджі успішно і точно пророкує природні катаклізми. Його передбачення — це його дар божий. Зрештою, його приводять до короля Бімбісари, і він пророкує свою долю та долю багатьох інших палацових вельмож. Коли Сіддгартха проходить випробування лісом, він вражений тим, що Асаджі абсолютно не боїться своєї жахливої долі. Коли настає момент істини, Асаджі підходить до виводка голодних вовченят і приносить себе в жертву лютим батькам, які розривають його на шматки, на превеликий жах Сіддгартхи.
- Девадатта: Один з перших учнів Будди. Син Бандаки, Девадатта мав важке дитинство. Ще дитиною він змушений тікати з Капілавасту і зустрічає Нарадатту, де вчиться жити з тваринами. Коли він повертається до цивілізації, його експлуатують інші, щоб отримати владу, і він бачить, як помирає безсила стара жінка. В результаті він вирішує: «Я буду сильною людиною, найсильнішою з усіх живих!». У пошуках воїна він зустрічає Татта, а через Татта Девадатта знайомиться з Буддою. Він залишає секту, коли його не обирають наступником Будди, і намагається створити власну секту, викрадаючи послідовників Будди. Коли це не вдається, Девадатта планує вбити Будду: спочатку скинувши на нього камінь, а потім змусивши слона розтоптати його. Коли його перші спроби зазнають невдачі, Девадатта отруює свої нігті, але випадково ранить ними себе, коли спотикається. В останні хвилини життя він зізнається, що ненавидів Будду, бо хотів бути таким, як він, але не зміг.
- Вісакха: Очільниця міста, що потерпає від чуми, яка забрала життя її батьків. Вона заручена з Сукандою, лицарем, якому доручено охороняти місто. Вона вперше зустрічає Сіддгартху, коли він і Дгепа відпочивають у місті, щоб врятувати Асаджі від майже смертельної хвороби. Вона закохується в нього і намагається втримати його у своєму місті. Тоді Татта разом зі своїми бандитами вдирається до міста, рятуючи Сіддгартху і забираючи з собою Вісакху. Бандити також спалюють місто. Суканда приходить, щоб врятувати її, але, зрозумівши, що вона не кохає його, накладає на себе руки. Сіддгартха, Татта і Вісакха розлучаються. Через роки Сіддгартха натрапляє на залишки міста і знову зустрічає Вісакху. Вона — єдина мешканка міста, залежна від галюцинаційного зілля. Сіддгартха рятує її; коли вона зрештою протверезіє, то стає його ученицею.
- Суджата: Вперше зустрічає Сіддгартху ще молодою дівчиною. Вона рятує йому життя, нагодувавши його, коли він ледь не помер від голодування під час випробування. Пізніше вона рятує його ще раз і закохується в нього. Зрештою її кусає кобра. Сіддгартха рятує їй життя, втягуючи душу назад у її тіло за вказівкою Брахмана. Це також перший раз, коли ми бачимо повторюваний візуальний мотив взаємопов'язаних душ.
- Ананда: Зведений брат Девадетти по матері, про якого коротко згадується в книзі 3. Однак, здається, вони обидва не знають, що пов'язані кровною спорідненістю. Колишній злочинець, який стає одним з головних учнів Будди. Диявол Мара захистив його після того, як батько Ананди запропонував його в обмін на збереження життя. Після вбивства матері Ананда мстився всьому людству, поки Будда не врятував йому життя. Після цього Ананда стає особистим супроводжувачем і супутником Будди, хоча видіння пекла і смерті продовжують переслідувати його
- Лата: Гарна колишня рабиня, в яку закохується Ананда. Їй важко говорити. Лата відрізає своє волосся, щоб досягти просвітлення. Вона помирає після укусу змії, призначеного для Будди в 7-й книзі.
- Ангулімала: Безжалісний вбивця, який працює з Анандою і намагається вбити Будду. Відомо, що він носив пальці своїх жертв як намисто на шиї. Врешті-решт він змінює свій шлях завдяки настановам Будди.
- Нарадатта: Монах, якого на сорок років перетворили на тварину в покарання за вбивство кількох тварин заради порятунку однієї людини. Він стає наставником для Девадатти. Нарадатта помирає в останній книзі, за мить після того, як його пробачили за вбивство і повернули до людського стану.
- Ятала: Двадцятифутовий велетень. Син раба, який вивчав трави і рослини, батько Ятали дав йому зілля, яке зробить його могутнім і непереможним. Його батьки були вбиті невдовзі після того, як він отримав зілля, яке змусило його вирости на двадцять футів у висоту до дорослого віку. Потім Ятала вбив слона, який убив його батьків, і пішов мандрувати, вбиваючи худобу і тероризуючи села. Багато хто безуспішно намагався вбити його, в тому числі людина з базукою. Нарешті, Вірудгака, або Криштальний Принц, приборкав його, запропонувавши посаду в палацовій охороні Косалану. Однак Ятала був обурений тим, як Вірудгака знущався над його матір'ю лише через її касту, і втік, після чого зустрів Будду, який показав йому, як страждає і Вірудгака. Пізніше він пішов працювати на царя Магадги, а потім поголив голову і став учнем Будди.
- Майстер Асіта: Вчитель Нарадатти. Він з'являється в першій книзі ненадовго і відправляє Нарадатту на пошуки людини, яка має силу врятувати світ. Пізніше він йде до маленького принца Сіддгартхи і дає йому благословення від Брахми та Індри. Пізніше він проклинає Нарадатту за те, що той убив кількох тварин, щоб врятувати життя однієї людини. Він також показав, що має сіддхи.
- Брахман: Найвищий вселенський Дух. Часто з'являючись до Будди у вигляді мудрого старця, Брахман наставляє Сіддгартху на шлях пошуку вирішення проблеми страждання. Після того, як Будда отримав просвітлення, Брахман дарував йому титул Будди. Після смерті Будди у 8-й книзі Брахман особисто супроводжував Будду до потойбічного світу, де обіцяв розповісти, що чекає на тих, хто відійде у вічність.
- Юделька: Гарна «рабиня», робітниця з Магадги, в яку закохується Аджаташатру під час свого ув'язнення у вежі. Пізніше її вбивають, коли охоронці дізнаються про їхній план втечі.
- Маудгальяяна і Шаріпутра: Обидва представлені в 7-й книзі і є майбутніми «спадкоємцями» Будди, згідно з Буддою. Обидва мають екстрасенсорні здібності.

## Теми
- Пратітья самутпада: Взаємопов'язаність життя підкреслюється насамперед в історії майстра Асіти про те, як його господаря, Госалу, врятували тварини. У цій історії кролик спалює себе, щоб врятувати його життя. Пізніше Асаджі так само жертвує собою, щоб його з'їла зграя голодних вовченят.
- Непостійність: Протягом історії герої переживають багато злетів і падінь — королів ув'язнюють власні сини, вбивці стають святими, а численні персонажі помирають, підкреслюючи мінливість життя.

## Список томів
1. Капілавасту: принц Сіддгартха (майбутній Будда) біжить з дому.
2. Чотири зустрічі: Сіддгартха відкидає свою спадщину.
3. Девадатта: Сіддгартха в супроводі Дгепи та Асаджі відвідує охоплене чумою місто.
4. Ліс Урувела: Будда відвідує ліс Урувела, за яким очікує просвітлення.
5. Оленячий парк: божественність Будди піддається випробуванню, коли він намагається перешкодити війні.
6. Ананда: Будда протистоїть Ананді, який одержимий його вічним ворогом Марою.
7. Принц Аджаташатру: Девадатта стає жадібним до влади монахом під опікою принца Аджаташатру.
8. Джетавана: Будда, навчаючи до останнього подиху, знаходить Нірвану.

## Аніме-фільми
У 2009 році було оголошено повнометражну аніме-адаптацію під назвою Tezuka Osamu no Buddha – Akai Sabaku yo! Utsukushiku. Фільм був зрежисований Кодзо Морісітою, спродюсований Tezuka Productions, анімований Toei Animation і розповсюджений Toei Company та Warner Bros. Pictures. Фільм вийшов на екрани 28 травня 2011 року під час святкування 750-річчя пам'яті Сінрана Сьоніна, засновника секти Дзьодо Сінсю. Рок-група X Japan виконала тему «Scarlet Love Song», яку написав лідер гурту Йосікі на прохання Морісіти. Другий фільм, Buddha 2: Tezuka Osamu no Buddha ~Owarinaki Tabi~ (яп. BUDDHA2 手塚治虫のブッダ　終りなき旅) вийшов 8 лютого 2014 року. Аюмі Хамасакі записала для фільму пісню «Pray», яку написав Куніо Таго та аранжував Юта Накано. 14-й Далай-лама з’явився в спеціальній програмі Tokyo MX TV 18 січня 2014 року, щоб висловити свою підтримку. Переглянувши фільм за місяць до його прем’єри в Японії, він сказав: «Я дуже вдячний за те, що світ Будди поширюється завдяки фільму».
Спочатку планувалася серія з трьох фільмів. Однак виробництво третього фільму було зупинено з фінансових причин.

## Сприйняття
Buddha розпродала понад 20 мільйонів примірників. Англомовний випуск манги виграв премію Айснера в категорії найкращого американського видання іноземного матеріалу у 2004 та 2005 роках і отримав номінацію у 2006 році. Серіал також отримав нагороду за найкраще американське видання іноземного матеріалу на премії Harvey Awards 2004 та 2005 років. Фільм був номінований на премію Японської академії 2012 року за найкращий анімаційний фільм року.